# Zlomený meč
Zlomený meč je historický román Eduarda Štorcha z roku 1932, který ilustroval Zdeněk Burian.
Děj románu se odehrává v době železné někdy na počátku našeho letopočtu a líčí boj markomanských kmenů (sídlících tehdy na dnešním českém území) vedených králem Marobudem s římským impériem. Jelikož Štorch „uvedl Slovany do Čech v době bronzové, měl je tu samozřejmě i v době železné, a tak i markomanský panovník Marobud byl pro něj Slovan...“
Kniha je rozdělena na dvě části: Marobud – část první; Běla – část druhá.

## Hlavní postavy
- Marobud – král
- Vitorad – vladyka, otec Běly
- Vaněk
- Běla
- Katvalda – vladyka, lhář a zrádce
- Tiberius – římský císař

## Jednotlivá vydání
- Brno: Epos 1932
- Praha: Toužimský & Moravec 1942
- Praha: SNDK 1957
- Praha: Albatros 1978
- Praha: Nakladatelství Olympia 2000
- Praha: Albatros 2005